# خیرآباد (فضل)
خیرآباد روستایی در دهستان فضل بخش مرکزی شهرستان نیشابور استان خراسان رضوی ایران است.

## جمعیت
بر پایه سرشماری عمومی نفوس و مسکن در سال ۱۳۹۵ جمعیت این روستا ۱۶ نفر (۷خانوار) بوده‌است.